# Смолник
Смòлник е село в Югоизточна България, община Карнобат, област Бургас.

## География
Село Смолник се намира на около 45 km запад-северозападно от центъра на областния град Бургас, около 14 km юг-югозападно от общинския център град Карнобат и около 35 km изток-североизточно от град Ямбол. Разположено е източно от вододелната линия на Хисаро-Бакаджишкия праг, по полегатите долинни склонове на две от водните течения, даващи началото на Папазлъшка река (Голяма река), десен приток на Русокастренска река. Надморската височина в центъра на селото е около 215 m.
Общински път BGS1060 свързва Смолник с отстоящото на около 4 km на изток село Екзарх Антимово и в него – с третокласния републикански път III-795.
Землището на село Смолник граничи със землищата на: село Железник на север; село Екзарх Антимово на изток; село Добриново на юг; село Сан-Стефано на запад.
В землището на Смолник има 3 язовира.

## История

### Създаване и разрастване на селото
Възникването на с. Смолник се свърза с големия исторически, политически и социално-икономически подем на България след Освобождението. Селото се ражда и израства върху древна българска земя, включена в пределите на България още през VIII век.
Под името Тас-тепе селото възниква през 1891 г. върху земята на земевладелеца Асен Русалиев. Корията е изкупена и изсечена от първите заселници – кариоти от Тополовград и тронки от с. Горска поляна (с тогавашно име Яледжик). Те пристигат подобно на бежанци с по една каруца, натоварена с покъщнина, и многобройната челяд. Още същата година се ражда първото дете на новото село – Марина. Сред гъстата гора тези заселници избират мястото на селото, разделят го на дворни парцели и построяват по една колиба. Започват с непосилен ръчен труд да секат и разчистват гората, за да създадат първите парцели орна земя.
Първоначално околното население е наричало новото селище „гръцко село“ и „гръцко Тастепе“ (за разлика от айтоското Тастепе, село Чукарка).
По данните в списъка на населените места в Княжество България според преброяването на 1 януари 1893 г., село Тас-тепе в община Ачларе (Екзарх Антимово) има 125 сгради и 410 жители.
През 1907 г. гърците се изселват и техните места са заети от преселници от Чирпанско и Старозагорско.
- Между 1908 г. и 1914 г. се заселват над четиридесет семейства от Свобода, Яворово, Манол дол, Извор, Сокол, Икизелари (вероятно Икизлер), Ветрен (сега бургаски квартал), Средно градище, Елхово и др.

Селото нараства бързо и през 1950 г. достига своя максимум – 1460 жители.
- Население

Населението на село Смолник наброява 991 души при преброяването към 1934 г. и 1149 към 1946 г., намалява до 380 към 1985 г. и 95 към 1.01.2025 година.
Разполагало е с голямо двуетажно Читалище кръстено „Г.С. Раковски“-1928 г. с кино салон и зала за Събития. Имало е Училище кръстено на светите братя „Кирил и Методии“ и разполагало с 5 класни стаи, столова и физкултурен салон. Отделно е имало 2 Сладкарници, Кръчма-в днешно време пунк за трюфели, 2 магазин, от които само 1 е отворен днес и ресторант.

## Културно наследство
На територията на Смолник има 2 антични селища с могили, 1 антично селище и 1 селище с магили и некрополи.

## Население
| 1893                                                                                              | 1893 | 1934 | 1946 | 1950 | 1985 | 2025 |
| ------------------------------------------------------------------------------------------------- | ---- | ---- | ---- | ---- | ---- | ---- |
| 410                                                                                               | 410  | 991  | 1149 | 1460 | 380  | 95   |
| След падането на населението от 100 души в селото няма кмет, а кметски наместник: Мариана Влахова |      |      |      |      |      |      |

### Етнически състав
Преброяване на населението през 2011 г.
Численост и дял на етническите групи според преброяването на населението през 2011 г.:
|                     | Численост |
| Общо                | 126       |
| Българи             | 124       |
| Турци               | -         |
| Цигани              | -         |
| Други               | -         |
| Не се самоопределят | -         |
| Неотговорили        | 2         |

## Водоснабдяване
Водоизточник е Сондажен кладенец намиращ се до Фотоволтаичната електро централа с тръбопровод отиващ към 120 кубични метра резервоар модернизиран в пречиствателна станция. Ето изследване на водата от 23.10.2024:
| Показател за качеството на водата | Мерна единица | Резултат от анализ | Допустима стойност** |
| --------------------------------- | ------------- | ------------------ | -------------------- |
| Пестициди                         | µg/l          | <0.01              | 0.1                  |
| Пестициди(общо)                   | µg/l          | <0.01              | 0.5                  |
| Трихалометани                     | µg/l          | <10                | 100                  |
| 1, 2 Дихлоретан                   | µg/l          | <1                 | 3                    |
| Тетрахлоретен трихлороетен        | µg/l          | <1                 | 10                   |

## Редовни събития
24 май всяка година е събора на селото
14 април-празник на НЧ„Г. С. Раковски-1928 г.“-2025 читалището става на 97 години!
11 ноември-Празник на параклис св. Мина

## В Смолник към 2025 има действащи:
Обществена тоалетна
Хранителен магазин
Пунк за трюфели
Земеделски кооператив
Параклис св. Мина
Административна сграда
Навес с маси и кафемашина

## Личности
Родени
- Стайка Гьокова (1930 – 2021 г.) – народна певица.